# Jeanne Deroin
Jeanne Deroin   (París, 31 de desembre de 1805 - Londres, 2 d'abril de 1894) també coneguda pel pseudònim de Jeanne Victoire, fou una periodista, política, sufragista i feminista francesa pionera en la lluita pel socialisme i els drets de les dones en el segle xix. Fou pionera del sufragisme a l'estat francès. El maig del 1849 esdevingué la primera dona que es presentava com a candidata a l'Assemblea legislativa, malgrat no tenir dret a ser triada i ni tan sols dret a votar. La seua decisió fou un precedent en l'activisme de la periodista Hubertine Auclert en els anys 1880, també pionera en la història del sufragisme.
Contacta en la dècada del 1830 amb el corrent socialista dels deixebles de Saint-Simon, i fou una dirigent de les autodenominades proletàries saintsimonianes. Amb les seues companyes, fou pionera en la creació de la premsa feminista.
En el seu exili a Londres des del 1852 fins a la seua mort el 1894 continuà militant políticament, i va participar en la Lliga Socialista Anglesa.

## Biografia
Va nàixer a París el 1805. Se'n sap poc de la seua infantesa. A vint-i-set anys es va referir a l'"atzar del naixement" precisant que ella havia conegut poc les alegries de la infància i els jocs dels primers anys i assenyalava que des que aprengué a llegir la lectura esdevingué l'única ocupació.
Començà a guanyar-se la vida com a costurera mentre es formava de manera autodidacta, i obtingué el diploma d'institutriu amb l'ajut de l'abat Deguerry. S'acostà al saintsimonisme, que va ser el primer a dirigir-se a les dones. Tot i que escèptica en religió, compartia els seus punts de vista sobre l'emancipació de les dones. Des del 1829 «la qüestió de les dones» fou el focus de la doctrina del moviment santsimonià, que va passar de ser filosòfic a religiós. Moltes dones s'acostaren a aquest moviment amb l'esperança d'aconseguir l'«existència legal» com a ciutadanes. Entre el 1830 i el 1831 més de 200 dones hi assistien a escoltar sermons.
Poc després Jeanne es va acostar a Charles Fourier, un altre fundador del socialisme utòpic primerenc i defensor del feminisme. També va llegir, entre d'altres, a Pierre Leroux i a Étienne Cabet.
El 1832, es casà en una cerimònia civil amb Antoine Ulysse Desroches, un company del santsimonisme, amb qui va tenir tres fills; i va decidir fundar una escola per a xiquets i xiquetes pobres.

Es rebel·là contra la tradició de dur el cognom del marit i reivindicà la igualtat de drets entre hòmens i dones. 
«Es diu que l'esclavitud ha estat abolida; no, no ho ha estat pas; subsisteix per complet en aquests inics mots inscrits en el llibre de la llei: el marit deu protecció a la seua dona, la dona deu obediència al marit. Les altres disposicions del Codi Civil proven prou l'extrema dependència de la dona, i aquest costum que l'obliga a dur el nom del marit ¿no és el ferro candent que imprimeix en el front de l'esclava les inicials de l'amo, perquè siga reconegut per tots com a propietat seua?»
Per això «l'esclavitud de la dona és un odiós privilegi fundat en el dret del més fort (...) La dona és igual a l'home, la seua emancipació no serà pas una concessió, sinó el reconeixement d'un dret legítim; és un acte la realització del qual contribuirà en gran manera a la felicitat de la humanitat.»

### Periodisme i drets com a ciutadanes
Jeanne Deroin signà amb el pseudònim de Jeanne-Victoria quan publicà en La Femme Lliure, un fullet fundat l'agost del 1832 per Marie-Reine Guindorf i Désirée Véret com a resposta a l'exclusió de les dones del procés de presa de decisions en el moviment saintsimonià. Aquest fullet es considera el primer diari fet per dones a l'estat francès.
La revolució francesa del 1848, que propicià la Segona República francesa, va oferir a Jeanne la possibilitat d'expressar-se plenament i lliure. Tornà a utilitzar el seu cognom, va confiar els seus fills a una amiga i es dedicà a la defensa que la nova República fos fundada per tots i totes. Proclamada el febrer del 1848, significà una explosió de llibertats també per a les dones: en la premsa, les associacions, les manifestacions… però amb una important excepció: els drets polítics. El nou règim va establir el sufragi «universal» només masculí.
Al març del 1848, escriu en La voix des femmes, dirigida per Eugénie Niboyet i Désirée Gay, en què se sol·licitava al govern el dret al vot de les dones solteres majors de vint-i-un anys, i les vídues.(3) Hi mostra les seues idees sobre l'educació, reforma social i la necessitat d'edificar una veritable República, abolint tots els privilegis sense excepció. «Dir a les dones: no sou pas electores, no sou pas elegibles (...) és rebutjar la igualtat proclamant-la.».
El maig del 1848, al costat de Pauline Roland, Désirée Gay, Adèle Esquiros i Eugénie Niboyet, participa en El Club d'Emancipació de les Dones, amb Eugénie Niboyet de presidenta. A causa de les tensions internes, La voix des femmes deixà de publicar-se el juny del 1848. De manera més obertament socialista, Jeanne Deroin col·labora en La Politique des Femmes, que dirigia Désirée Gay (18 de juny del 1848 - 5 d'agost del 1848) un diari immediatament rebutjat perquè el nom implicava que les dones participaven en política. El diari canvià de nom a L’Opinion des Femmes (28 de gener del 1849-10 d'agost del 1849).
El 1849, amb Pauline Roland i Gustave Lefrançais, fundà l'Associació d'Institutors i institutrius, i la Societat per a l'emancipació de les dones amb Jenny d'Héricourt lluitant a favor del sufragi femení.
En les associacions en què participà va reivindicar el dret de les dones a accedir a la vida política. És per això que va escriure un assaig, en part inspirat per Olympe de Gouges (Declaració dels Drets de la Dona i la Ciutadana), en què Deroin argumenta en contra de la idea que les dones eren inferiors als hòmens i hi compara el matrimoni amb l'esclavitud.
Planteja que, si existeixen algunes diferències entre els dos sexes, aquestes no poden justificar la subjugació de les dones.
Jeanne intentà convèncer els partidaris del socialisme democràtic perquè donassen suport a la seua candidatura en les eleccions legislatives parcials del 1849. Tenia com a objectiu denunciar els "privilegis opressius" per tal d'aconseguir "l'abolició de totes les desigualtats socials". Va sorprendre els seus companys per la seua lucidesa i fermesa durant la campanya. I es va dirigir directament al filòsof, polític i revolucionari anarquista Pierre-Joseph Proudhon, demanant-li que reconsideràs la seua posició contrària a reconéixer la igualtat de drets entre hòmens i dones.
Del 10 al 19 d'abril fa campanya i realitza discursos davant un públic de proletaris. En aquesta lluita està pràcticament sola, però té el suport de Jean Macé, futur fundador de la Lliga de l'Ensenyament, que admira la seua tenacitat, i del periodista furierista Eugène Stourm.
Malgrat les prohibicions i la inconstitucionalitat de la seua candidatura, es presentà a les eleccions per a l'Assemblea del 13 de maig del 1849. Va aconseguir amb prou feines 15 vots, però aconseguí el fet històric que per primera vegada una dona es presentava a una elecció a l'estat francés. La premsa es burlà de la seua campanya i Proudhon la declarà no apta, al·legant que els òrgans que les dones tenen per a alimentar els nadons no les fan apropiades per al vot. Jeanne Déroin li contestà demanant-li que li mostrés l'òrgan masculí que li permetia votar.
El 5 d'octubre del 1849 la Union des associations fraternelles, de la qual Jeanne Deroin havia escrit els estatuts, aplega 104 associacions obreres. En L'Opinion des femmes, la periodista defensa que «el poble» ha de pensar per si mateix per a aconseguir la República, el govern de tot el món, i demana la unió dels obrers per a véncer l'enemic comú, que és alhora «l'egoisme» i «el capital». Els seus organitzadors, però, són detinguts i empresonats. Jeanne i Pauline Roland són condemnades a sis mesos de presó el 15 de novembre del 1850.
El 1851 quan Luis Napoleó dona el cop que li permetria convertir-se en Napoleó III, Deroin s'exilia a Anglaterra, on continua la lluita a favor dels drets de la dona. Va viure sense a penes recursos, fent classes i publicant a partir del 1852 els seus Almanachs des femmes. Mantenia relacions epistolars amb Pierre Leroux i els seus propers i es dirigeix alguna vegada als qui representaven al final del segle el feminisme, com ara Hubertine Auclert.
Durant els anys d'exili mantingué l'activisme polític, va participar en la Lliga Socialista Anglesa i conreà una estreta relació amb l'entorn de William Morris.
Va morir a Londres el 2 d'abril del 1894.